# فوکر ای. ۱
فوکر ای. ۱ (به انگلیسی: Fokker A.I) یک هواپیمای ساختِ فوکر امپراتوری آلمان بود.